# Ingeborg Wendt
Ingeborg Wendt (Pseudonym: Ruth Rödern; * 8. Oktober 1917 in Brandenburg an der Havel; † 1989 in Baden-Baden) war eine deutsche Kinderbuchautorin. Ab 1937 war sie mit dem Sachbuchautor Herbert Wendt (1914–1979) verheiratet. Sie hat viele Jahre in Baden-Baden gelebt und gearbeitet.

## Leben und Wirken
Nach dem Besuch der Realschule und einer Ausbildung als Buchhändlerin arbeitete Ingeborg Wendt in diesem Beruf und entdeckte dadurch ihre Liebe zu Büchern. Nach ihrer Heirat 1937 war sie freiberuflich als Schriftstellerin tätig. Bis 1947 war sie Redakteurin einer Ostberliner Frauenzeitschrift, anschließend Feuilletonredakteurin in Baden-Baden. Als freiberufliche Autorin hat sie Romane und Sachbücher geschrieben und journalistisch gearbeitet. Ab 1955 machte sie den Kinderfunk für den SWF (Hörspiel) und Buchbesprechungen.
In Baden-Baden war Ingeborg Wendt als Vorsitzende der Arbeitsgemeinschaft sozialdemokratischer Frauen (ASF) politisch sehr aktiv.

## Werke
- Sabine ist nicht Irgendeine.
- Glückliche Cornelia. Kleiner Roman für junge Mädchen. F. Schneider, Augsburg [1951]
- Zwanzig Mädchen und ein Hund. Illustrationen von Marga Karlson. E. Schmidt, Berlin / Bielefeld / München 1951
- Was ist denn bloss mit Kuni los?  Eine lustige Geschichte von Kindern, Hunden und einer verhexten Puppe. Textzeichnungen: Ditz von Schneidewind. Hoch, Düsseldorf 1953
- Wir vom Schloss. Eine lustigernste Geschichte von Kindern und Tieren in einem alten Schloss. Oetinger, Hamburg 1953
- Zwillingsreise mit Katzensprüngen. Ulrichs und Ulrikes rühmliche Taten am Lago Maggiore. Zeichnungen von Eva Kausche-Kongsbak. Herder, Freiburg 1954, 1955
- Notopfer Berlin. Ein Familien-Roman aus unseren Tagen. Rowohlt, Hamburg 1956
- Zwanzig Mädchen und ein Hund. Illustrationen von Marga Karlson. E. Schmidt, Bielefeld 1958
- mit Herbert Wendt: Schöne deutsche Sagen. F. Schneider, München [1959]
- Die Gartenzwerge. Roman einer kleinen Stadt. Rowohlt, Reinbek bei Hamburg 1960
- Pitti an Bord. [Ill.: Ulrik Schramm]. F. Schneider, München [1961]
- Zwillingsreise mit Katzensprüngen. Ulrichs und Ulrikes rühmliche Taten am Lago Maggiore. Arena-Verlag, Würzburg 1962
- Notopfer Berlin. Fannai und Walz, [Berlin] 1990